# Tatjana Nikitina
Tatjana Chaszymowna Nikitina (ros. Татья́на Хаши́мовна Ники́тина, z domu Sadykowa, ros. Сады́кова; ur. 31 grudnia 1945 w Duszanbe) – rosyjska pieśniarka pochodzenia tadżyckiego, uhonorowana tytułem Zasłużonej Artystki Federacji Rosyjskiej (2003).

## Życiorys
Po maturze w 1964 roku podjęła studia na wydziale fizyki Moskiewskiego Uniwersytetu Państwowego. Po uzyskaniu dyplomu wyżej wymienionego wydziału w 1970 roku została aspirantką Instytutu Biofizyki Teoretycznej i Eksperymentalnej RAN (ros. Институт теоретической и экспериментальной биофизики РАН). W 1978 roku obroniła dysertację i otrzymała stopień kandydata nauk matematyczno-fizycznych. W 1985  przeniosła się do Instytutu fizyki chemicznej Akademii Nauk ZSRR. W latach 1992—1994 piastowała stanowisko zastępcy ministra kultury.
23 stycznia 1968 roku poślubiła Siergieja Nikitina.